# Царёв, Константин Спиридонович
Константи́н Спиридо́нович Царёв (10 октября 1929, дер. Вульково, Западная область — 28 сентября 1963, Москва) — старший сержант милиции, погиб при исполнении служебных обязанностей по охране общественного порядка в Москве.

## Биография

Памятник Константину Царёву

Константин Спиридонович Царёв родился 10 октября 1929 года в деревне Вульково (ныне — в составе городского поселения Идрица, Себежский район Псковской области).
В 14 лет лишился обоих родителей, и его воспитанием занималась бабушка.
Окончив школу, в 1950—1954 годах служил в Советской Армии. В 1954 году приехал в Москву, жил в бараке у тёти в Соболевском проезде.
После демобилизации поступил на работу в милицию, служил в должности милиционера-мотоциклиста 48 отделения милиции ГУВД города Москвы. В 1961 году был награждён медалью «За безупречную службу» 3 степени.
Был женат на Анне Петровне — сотруднице бухгалтерии столичного Метростроя. В семье было двое детей.

## Подвиг
Находясь на посту вблизи Светлого проезда города Москвы, Константин Царёв в ночь с 25 на 26 сентября 1963 года получил ножевое ранение, защищая граждан от нападения вооружённых бандитов. Был оперативно доставлен в Боткинскую больницу с ранением правой половины грудной клетки, диафрагмы и печени. Не приходя в сознание, скончался 28 сентября.
Посмертно награждён орденом Красной Звезды. Похоронен с воинскими почестями на Головинском кладбище.

## Память
- В его честь названа улица в Москве — улица Константина Царёва, расположенная недалеко от места его смертельного ранения.
- На улице Адмирала Макарова у дома № 23 (отделение милиции, позднее — УВД по САО ГУ МВД России по г. Москве) установлен памятник К. С. Царёву[3].
- Константин Царёв навечно занесён в список личного состава 48-го отделения милиции. Его имя занесено в Книгу Почёта Министерства охраны общественного порядка РСФСР[2].